# Bingourou Kamara
Bingourou Kamara (ur. 21 października 1996 w Longjumeau) – senegalski piłkarz francuskiego pochodzenia, grający na pozycji bramkarza. Występuje obecnie w klubie RC Strasbourg.